# Odlučovač vody
Odlučovač vody je zařízení parního kotle umísťované do jeho nejvyššího místa, obvykle do parního dómu. Má za úkol mechanicky zbavit odebíranou páru kapiček vody.

## Popis činnosti
Při bouřlivém varu vody v kotli strhává vznikající pára kapičky vody. Pokud by byly nasáty do přívodního potrubí k parnímu stroji, tyto kapičky by při svém odpařování snižovaly teplotu páry (měrné skupenské teplo varu vody odpovídá jejímu zahřátí o stovky stupňů) a tím snižovaly účinnost soustavy kotel – stroj. Proto se před ústí trubky odvádějící páru umisťuje mechanický odlučovač vody.
Jedná se o plechový labyrint, kterým musí pára projít. Voda je odloučena odstředivou silou a odtéká zpět do kotle. Konstrukcí odlučovačů vody existovalo nepřeberné množství, protože se jednalo o relativně levný a nenáročný způsob, jak zvýšit účinnost parních strojů.